# I Rom
I Rom är en pjäs av August Strindberg från 1870. Pjäsen hör till Strindbergs historiska dramer och handlar om den danske bildhuggaren Bertel Thorvaldsen.